# Rula Quawas
Rula Butros Audeh Quawas, née le 25 février 1960 à Amman en Jordanie, morte le 25 juillet 2017 dans la même ville, est une universitaire jordanienne, doyenne de faculté et militante pour les droits des femmes et contre le harcèlement sexuel.
Rula Quawas est connue pour ses plaidoyers en faveur de l'avancement des femmes en Jordanie, pour l'autonomisation des femmes jordaniennes, et comme la première universitaire à introduire des cours sur le féminisme à l'Université de Jordanie.
Lorsqu'elle permet la diffusion dans son cours d'une vidéo dénonçant le harcèlement sexuel à l'université, elle est renvoyée de son poste de doyenne, ce qui suscite un tollé international.

## Biographie

### Jeunesse, formation
Rula Quawas naît le 25 février 1960 à Amman, en Jordanie. Elle fréquente l'école pour filles Al Ahliyya, où sa mère est enseignante.
Elle obtient son baccalauréat en 1981 et sa maîtrise en 1991 à l'Université de Jordanie, tout en enseignant simultanément dans des lycées d'Amman. Elle obtient ensuite un doctorat de l'Université du Nord du Texas, aux États-Unis.

### Professeure d'université, innovations
Après son doctorat, elle retourne à l’Université de Jordanie, où elle enseigne pendant plus de vingt ans,.
Elle est la première professeure à donner des cours de théorie féministe au département d'anglais,.
Elle fonde en 2006 le Centre d'études sur les femmes de l'université et elle en est la directrice de 2006 à 2008. Elle fonde également l'unité de production de connaissances au sein de la Commission nationale jordanienne pour les femmes.

### Doyenne de faculté, renvoyée pour dénonciation du harcèlement
Rula Quawas est la doyenne de la faculté des langues étrangères de l'Université de Jordanie de 2011 à 2012. Rula Quawas inaugure donc en 2011 ses fonctions de doyenne de la Faculté des langues étrangères de l'Université de Jordanie, pour ce qui doit être un mandat de deux ans en tant que doyenne. Cependant, à mi-parcours de son contrat, elle est licenciée par le président de l'université après avoir défendu les droits des étudiantes en diffusant dans son cours de théorie féministe en réponse au harcèlement sexuel sur le campus. Elle apprend son licenciement non pas par l'administration de l'université mais par les médias locaux. Elle est autorisée à continuer à enseigner après sa destitution de son poste de doyenne.
Rula Quawas « devient un nom bien connu dans le pays » à la suite de cette controverse. Son licenciement anticipé suscite un tollé considérable au niveau national et international, notamment de la part de l’Association des études sur le Moyen-Orient d’Amérique du Nord et de nombreux chercheurs du monde entier,,. S'exprimant plus tard sur le sujet, Rula Quawas qualifie la vidéo de « révolutionnaire et hétérodoxe à plus d'un titre » et affirme qu'elle a été surprise de voir à quel point elle et ses étudiantes ont été « diabolisées et déconsidérées » après la diffusion publique de la vidéo.

### Boursière aux États-Unis, opinions
Au cours de l’année universitaire 2013-2014, elle est boursière Fulbright en résidence au Champlain College dans le Vermont aux États-Unis.
Rula Quawas est décrite comme une « éminente championne de la promotion des femmes en Jordanie » dont « l'objectif de toute une vie était d'autonomiser les jeunes femmes et de remettre en question les structures patriarcales ». Décrivant son propre sens du but, Rula Quawas écrit en 2017 : « Les femmes arabes croient que l'éducation est leur arme... En tant que professeur de littérature et de théorie féministe, j'ai toujours entrevu la possibilité d'un monde qui pourrait être bien plus pour les femmes arabes. Quand j'enseigne, je me demande toujours : qu'est-ce que je peux faire dans le cadre de mes salles de classe pour faire de ce monde une réalité vivante ? Quel genre d'avenir est-ce que je veux créer avec mes élèves ? ».

### Honneurs, décès
La princesse Basma décerne à Quawas en 2009 le prix d'honneur méritoire pour son leadership et son dévouement à l'autonomisation des femmes jordaniennes. Elle est nommée pour le prix international des femmes de courage du Département d'État américain en 2013.
Rula Quawas meurt le 25 juillet 2017 à Amman, en Jordanie, à l'âge de 57 ans, à la suite d'une biopsie.

## Principales publications
- Mauvaises filles du monde arabe, avec Nadia Yaqub, Austin, Presses de l'Université du Texas, 2017[12].
- La voix d’être suffisant : les jeunes femmes jordaniennes s’en sortent sans s’effondrer, 2016[13].
- « Un capitaine de navire à part entière : Naviguer dans la pensée féministe de Huda Shaarawi », dans Journal d'études internationales sur les femmes, 2006, 8(1) : 219-235.
- « Vies pincées et rêves volés dans les nouvelles féministes arabes », dans Journal d'études internationales sur les femmes, 15(1) : 54-66[14].